# René Fernández
René Fernández (* 17. März 1905; † 31. Dezember 1956) war ein bolivianischer Fußballspieler auf der Position eines Stürmers. Er war zuletzt für Alianza Oruro und die Bolivianische Fußballnationalmannschaft aktiv.

## Karriere

### Verein
Seine Vereinskarriere verbrachte Fernández in seiner bolivianischen Heimat. Er stand im Jahr 1930 im Kader von Alianza Oruro aus der Stadt Oruro. Hier gewann er vermutlich auch 1929 mit dem Torneo Nacional de Fútbol, einen Turnier mit einzelnen Stadtauswahlen, seinen einzigen Vereinstitel. Weitere Informationen zu seiner Karriere geben die Quellen, wie zu vielen Spielern aus dieser Zeit, jedoch nicht her.

### Nationalmannschaft
Nationaltrainer Ulises Saucedo berief ihn als einzigen Spieler von Alianza Oruro zur Fußball-Weltmeisterschaft 1930 in Uruguay in das Aufgebot von Bolivien. Fernández kam hier in den ersten beiden WM-Spielen in der Geschichte der bolivianischen Nationalmannschaft, gegen Jugoslawien (0:4) und Brasilien (0:4), zum Einsatz. Er wurde damit in den Länderspielen Nummer acht und neun der Nationalmannschaft eingesetzt.